# Herminiocala pallida
Herminiocala pallidoides là một loài bướm đêm trong họ Noctuidae.